# Selçuk Aydın
Selçuk Aydın (Trabzon, 1983. szeptember 4. –) török ökölvívó.

## Amatőr eredményei
- 2002-ben bronzérmes az Európa-bajnokságon könnyűsúlyban. A elődöntőben a bolgár Borisz Georgievtől szenvedett vereséget.
- 2004-ben ezüstérmes az Európa-bajnokságon könnyűsúlyban.  Az elődöntőben legyőzte az olasz Domenico Valentinót, majd a döntőben kikapott a bolgár Dimitar Stiljanovtól.
- 2006-ban az Európa-bajnokságon már az első körben kikapott a brit Frankie Gavintől.

## Profi karrierje
A sikertelen Európa-bajnokság után profinak állt, eddig 15 mérkőzést vívott, és mindet megnyerte.